# 杨家将 (1991年电视剧)
《杨家将》，是1991年山西电视台制作、中国中央电视台出品的电视剧。根据历史记载、戏曲小说、民间传说关于杨家将的故事改编，共32集，张绍林导演，李志毅、关新伟、徐成林、张煜佳主演。

## 演员表

### 杨家
- 杨继业—李志毅
- 杨六郎（杨延昭）—张军平、关新伟
- 杨宗保—张晨、樊元凯、徐成林
- 杨大郎（杨延平）—吕锁森
- 杨二郎（杨延广）—邢兆军
- 杨三郎（杨延庆）—颜振武
- 杨四郎（杨延辉）—廖沛然、潘引来
- 杨五郎（杨延德）—万荣山、赵箭
- 杨七郎（杨延嗣）—曹庆华、孙虹
- 杨八郎（杨延顺）—李杰、刘俊
- 杨宗英—雷刚、刘俊
- 孟良—李雨森
- 焦赞—雍和平
- 杨洪—姬荣生、李炬

### 杨门女将
- 佘赛花—张晶、王建英、张登桥
- 穆桂英—张煜佳
- 杨八姐（杨延琪）—刘杰
- 杨九妹（杨延瑛）—龙燕
- 杨排风—丁翠华
- 董月娥（四郎原配妻）—徐冬梅
- 琼娥（四郎后续妻）—杨婷婷、李萍
- 马赛英（五郎妻）—杨佩婷
- 柴郡主（六郎妻）—刘洁、刘利华
- 杜金娥（七郎妻）—刘冰
- 瑶娥（八郎妻）—伊拉娜、朱米

### 宋朝
- 赵光义（宋太宗）—王光辉、杨素
- 赵元侃（宋真宗）—任斌
- 潘仁美—赵克明、李仰圣
- 呼延赞—郝宗谦
- 八贤王—王丽敏、郝仲臣
- 玉蓉（潘妃）—王茹、张桂荣
- 潘豹—楚志宏
- 潘夫人（潘仁美妻子）—龚玉荣
- 高怀德—甘文华
- 呼延丕显—沈聪
- 寇准—马昌钰
- 王钦—张中华

### 辽国
- 萧银宗—陈玲娣、赵恩敏、周贤珍
- 耶律沙—白俊杰
- 韩延寿—王为念
- 萧天佐—颜重生、荆广生
- 萧天佑—邢国洲

### 其他
- 杨光美—孙世昌
- 赵一拳—李根勤
- 刘三脚—刘德勤
- 监督官—范怀林
- 金顺哥—叶松桥
- 土金秀—宋金铭
- 柴云—田江水
- 张元—高亚麟
- 傅鼎臣—高爽
- 岳胜—沈航
- 元佶—陈东海
- 谢金吾—李松桥
- 吕钟—李松桥
- 焦光普—董峰
- 穆瓜—阎文林